# گرگینه (فیلم ۱۹۵۶)
«گرگینه» (انگلیسی: The Werewolf (1956 film)) فیلمی در ژانر ترسناک است که در سال ۱۹۵۶ منتشر شد.